# إيمان النصيري
إيمان محمد النصيري (من مواليد 1 يونيو 1987، القاهرة) لاعبة كرة طائرة مصرية متقاعدة. كانت ضمن تشكيل منتخب مصر لكرة الطائرة للسيدات.
شاركت في كأس العالم لكرة الطائرة للسيدات في 2003. وعلى مستوى الأندية فقد لعبت مع النادي الأهلي المصري، بالقاهرة في 2003.

## وصلات خارجية
- http://www.fivb.org/EN/Volleyball/Competitions/WorldCup/2003/women2/Teams/VB_Player.asp?No=14096